# We Are the Winners
We Are the Winners – utwór litewskiego zespołu muzycznego LT United wydany w formie singla 7 czerwca 2006 roku. Piosenkę napisali członkowie grupy: Andrius Mamontovas, Saulius Urbonavicius i Viktoras Diawara.
W 2006 roku utwór wygrał finał litewskich eliminacji eurowizyjnych, dzięki czemu reprezentował Litwę w 51. Konkursie Piosenki Eurowizji organizowanym w Atenach. 18 maja utwór został zaprezentowany przez zespół w półfinale konkursu i z piątego miejsca awansował do finału. W finale, rozegranym 20 maja, zajął szóste miejsce z dorobkiem 162 punktów, w tym m.in. maksymalnej liczby 12 punktów z Irlandii, zajmując tym samym najwyższe miejsce w historii udziału Litwy w konkursie.

## Lista utworów
Digital download
1. „We Are the Winners” – 2:29

CD single
1. „We Are the Winners” (Original Version) – 2:31
2. „We Are the Winners” (World Cup 2006 Anthem) – 2:42
3. „We Are the Winners” (Another Cool Dance Remix) – 4:19
4. „We Are the Winners” (Winners Remix) – 3:12

- Oficjalny teledysk do „We Are the Winners”

## Listy przebojów i certyfikaty
| Kraj      | Lista (2006)   | Najwyższe miejsce |
| --------- | -------------- | ----------------- |
| Finlandia | Singles Top 20 | 14                |

| Kraj  | Certyfikat      | Sprzedaż |
| ----- | --------------- | -------- |
| Litwa | platynowa płyta | +5 tys.  |